# Sevenglory
Sevenglory es una banda estadounidense de rock cristiano originario de Indiana. Fue formado en 2001, y está actualmente firmado por 7Spin Music. La banda está compuesta por Gabe Johannes, Caleb Johannes, Jeff Smith y Kurt Felsman.

## Discografía
| Álbumes de estudio - 2006: Over the Rooftops - 2007: Atmosphere - 2010: Invitation | EPs - 2011: To Calvary - 2014: Through the Dark |